# Juan José Elgezabal
Juan José Elgezabal Bustinza (Baquio, Vizcaya, 22 de diciembre de 1963) es un exfutbolista español que se desempeñaba como centrocampista. Disputó 123 partidos en Primera División, en los que conquistó dos campeonatos con el Athletic Club.
Fue internacional sub-21 en dos ocasiones, en 1983.

## Clubes
| Club               | País   | Año       |
| ------------------ | ------ | --------- |
| Bilbao Athletic    | España | 1982-1986 |
| Athletic Club      | España | 1982-1989 |
| C. D. Logroñés     | España | 1989-1992 |
| R. C. D. Español   | España | 1992-1994 |
| S. D. Gernika Club | España | 1994-1995 |

## Palmarés
| Título              | Equipo        | País   | Año  |
| ------------------- | ------------- | ------ | ---- |
| Liga española       | Athletic Club | España | 1983 |
| Liga española       | Athletic Club | España | 1984 |
| Copa del Rey        | Athletic Club | España | 1984 |
| Supercopa de España | Athletic Club | España | 1984 |